# Nhà thờ Hồi giáo Sheikh Zayed
Nhà thờ Hồi giáo Sheikh Zayed là một nhà thờ Hồi giáo ở Abu Dhabi, thủ đô Các Tiểu vương quốc Ả Rập Thống nhất. Nhà thờ này có 82 mái vòm, cao nhất tới 85m, 4 ngọn tháp cao 107m, với giá trị khoảng 2 tỉ dirham (545 triệu USD), được coi là chìa khóa cho sự thờ phụng chung trên cả đất nước này.
Trong nhà thờ có tấm thảm len rộng gần 6.000m2 trong phòng cầu nguyện chính được coi là lớn nhất thế giới, thiết kế bởi nghệ sĩ Iran Ali Khaliqi, do 1.200-1.300 thợ dệt Iran thực hiện với 2.268.000.000 nút thắt, trong khoảng thời gian 2 năm mới có thể hoàn thành. 
Nhà thờ này có thể chứa tới 40.000 tín đồ, tinh tế bởi hàng cột 96 chiếc được chạm khảm, thiêng liêng bởi 99 tên gọi/danh xưng khác nhau của Thánh Allah được khắc - mạ vàng trên tường thánh đường.